# 枝肉格付
枝肉格付（えだにくかくづけ、grading of carcass）とは、牛肉や豚肉の枝肉（えだにく）の取り引きが公正に行われるよう各国で定められている格付規格である。

## 日本
日本における枝肉の格付は、食肉流通合理化などを目的の一環として農林水産省の指示により1962年（昭和37年）に食肉中央卸売市場で行われ、その後、地方卸売市場や食肉センターなどでも実施されるようになった。
日本の市場に出回る枝肉の約8割が格付されている。これは年間に牛肉であれば約90万頭、豚肉は約1200万頭に相当する。
日本食肉格付協会が格付機関となっている。日本食肉格付協会が策定した枝肉取引規格（えだにくとりひききかく、carcass trading standard）は、農林水産省畜産局長の承認を経て定められる。
格付けは、枝肉の適正な価格の設定や生産、流通の合理化に貢献しており、格付の結果は育種改良や飼育管理の改善に役立てられている。

### 牛肉の格付規格
歩留まり
Aランク、Bランク、Cランクの3つに区分される。
Aランク
歩留基準値72以上。部分肉の歩留が標準以上であるもの。
Bランク
歩留基準値69以上、72未満。部分肉の歩留が標準であるもの。
Cランク
歩留基準値69未満。部分肉の歩留が標準以下であるもの。
肉質
脂肪の交雑、肉の色沢、肉のしまりときめ、脂肪の色沢と質を基準に5（かなり良い）から1（劣る）に区分される。
歩溜りと肉質の組み合わせで、15段階に格付される。
日本のグルメ番組などでは「A5ランク」の牛肉を「最高級の牛肉」として紹介することも多い。実際、A5ランクの牛肉は他のランクの牛肉よりも高値で取引きをされることが多いが、「最高に美味しい」とは言い切れない。A5ランクとは「歩留まりの等級がA（標準以上である）」、「肉質の4項目がいずれも5（かなり良い）」ことを示すものであり、味については評価していないのである。

### 豚国の格付規格
外観と肉質を基準に、極上、上、中、並、等外の5段階に格付される。

### ラムの格付規格
ラム (子羊)の格付は、日本緬羊協会が1997年（平成9年）に「ラム枝肉規格及び格付基準」としてを制定している。
規格
枝肉重量と背脂肪厚の組み合わせで、15段階の規格となる。
枝肉重量
左枝肉と右枝肉合計の重量で5段階に格付される。
SS
15kg未満
S
15kg以上20kg未満
M
20kg以上25kg未満
L
25kg以上30kg未満
LL
30kg以上
背脂肪厚
ロース芯上の背脂肪の厚さで3段階に格付される。
1
4mm未満
2
4mm以上7mm未満
3
7mm以上
格付
上、中、並、等外の4等級に格付される。
外観
- 均称・肉付
- 脂肪付着
- 仕上げ

肉質
- 肉のきめとしまり
- 脂肪の色沢と質

- 上 - 各項目が全て上
- 中 - 各項目に並以下が無い
- 並 - 上、中に入らず各項目に等外が無い
- 等外 - 上、中、並に人らないもの

上記の規格と格付を合わせ「M2上」などと表示される。M2上は、規格がM2で格付が上の枝肉の意味である。

## 日本以外の国での格付
枝肉や食肉の格付は日本だけではなく、諸外国でも行われている。
一部の国では格付が競技化されており、特に高校生や大学生による競技会が盛んに行われている。この競技会は日本でも2009年より全日本大学対抗ミートジャッジング競技会として開催されており、成績優秀者がオーストラリアで行われる世界大会へ参加している。
以下に、日本以外の国における牛枝肉の格付について概説する。

### オーストラリア
- チラーアセスメント（Chiller Assessment）による枝肉の評価
オーストラリア食肉畜産統一基準局（AUS-Meat）が定めた冷蔵牛枝肉の品質を評価する基準[7]。
- ミート・スタンダード・オーストラリア（Meat Standards Australia, MSA）による牛肉の格付け
オーストラリアの食肉業界団体であるオーストラリア食肉家畜生産者事業団（英語版）（M&LA,MLA）が1999年に開始した牛肉格付け制度[7]。
6万人以上の消費者を対象とし、4万2千頭の牛個体から集められた42万個の牛肉サンプルを用いた食味試験に基づいて定められた消費者の嗜好性に重点をおいた牛肉の格付け方法である[7]。
en:Meat & Livestock Australia#Meat Standards Australia参照。

### アメリカ合衆国
アメリカ合衆国農務省・農業マーケティング局によりすべての牛由来の牛肉を対象に実施されている。
1916年に格付けの仮基準が考案され、1926年に「牛枝肉格付に関する公式基準」が公表。翌1927年から公式の肉質格付が開始された。
1965年以降は、歩留格付も並行して行われるようになり、1989年には、肉質格付、歩留格付のいずれかを選択することも可能となった。
去勢牛、未経産牛
8種類の等級に分類される。
1. プライム
2. チョイス
3. セレクト
4. スタンダード
5. コマーシャル
6. ユーティリティ
7. カッター
8. キャナー

経産牛
7種類の等級に分類される。
去勢牛、未経産牛の等級からプライムを除いたもの。
若齢雄牛
5種類の等級に分類される。
1. プライム
2. チョイス
3. セレクト
4. スタンダード
5. ユーティリティ

en:Beef carcass classification#USDA grading system参照。

### EU
EUでは、1980年に成牛の価格に関する規則が導入され、1981年から成牛の枝肉格付に関する理事会規則EEC/1208/81、その規則の内容を追加する委員会規則EEC/2930/81が規定されたことで格付制度が始まった。2007年時点では、両規則は、それぞれ理事会規則EC/1183/2006、委員会規則EC/103/2006で規定されている。
EUでの格付は、「枝肉の形態」（筋肉の発達具合）と「枝肉の脂肪の付着具合」を判断要素にする。日本と異なり、「肉質」は判断要素には含まれない。
| 枝肉の形態 高発達 → 低発達 | 枝肉の脂肪の付着具合 少 → 多 |
| -------------------------- | ---------------------------- |
| S → E → U → R → O → P      | 1 → 2 → 3 → 4 → 5            |

- 「S」は、2006年時点ではベルギーでのみ使用されており、主にベルジャンブルー（英語版）といったような「もも」の筋肉が非常に発達した品種の枝肉に対して判定されている[7]。
- EU加盟国は、各要素区分をさらに最大3つまで細分化することが可能となっている[7]。
  - 例として、イギリスでは、「枝肉の形態」の「U」、「O」、「P」の区分をそれぞれ「+」と「-」に細分しており、「枝肉脂肪の付着具合」の「4」、「5」の区分はそれぞれ「H」と「L」の2段階に細分している[7]。
- 枝肉の形態の等級は、枝肉卸売価格と比例するわけではない[7]。
  - 「U」と「R」では「U」の方が食肉の歩留まりは高いのだが、フランス、イタリアなどでは「U」のほうが枝肉卸売価格が高いのに対し、ドイツ、オーストリア、ポルトガル、イギリスなどでは「R」のほうが枝肉卸売価格が高くなっている[7]。
- アイルランド、フランスなどの一部では機械による自動格付が採用されている[7]。

en:Beef carcass classification#EUROP classification参照。

### タイ王国
タイ王国では、2004年に農業・協同組合省国家農産品・食品規格事務局によって規格が定められた。

### アルゼンチン
アルゼンチンでは、1941年に牛肉国立委員会を設立し、委員会の職員を各食肉処理加工場に派遣して格付を行わせていた。
1991年4月からは、各食肉処理加工業者の職員が格付けを行うようになり、委員会は格付け結果を監督する機関に改められた。しかし、1980年代に発生したインフレを抑制するために、1991年4月に兌換制度が採用されると共に自由経済政策を政府が取ったことで、農産物価格への政府介入などは行わないことになり、1991年12月に牛肉国立委員会は解散となった。
委員会解散後は格付結果を監督する公的機関は無かったが、1997年に食肉処理加工業者の脱税防止を目的として農畜水産省の下に国立農牧取引管理事業団（ONCCA）を設立し、格付結果の監督を業務の1つとした。
格付は、担当職員が目視によって行う。歩留まり（骨と筋肉の割合、筋肉の量・形・輪郭）と脂肪等級（皮下脂肪の厚さ、広がりと均一さ、色沢）の組み合わせで格付結果が表示され、去勢牛、未経産牛、経産牛、雄牛によって等級が異なる。なお、脂肪等級は、1および2が適度とされ、0は過少、3および4は過多と判断されている。
|          | 歩留まり 高品質 → 低品質    | 脂肪等級 少 → 多  |
| -------- | --------------------------- | ----------------- |
| 去勢牛   | JJ → J → U → U2 → N → T → A | 0 → 1 → 2 → 3 → 4 |
| 未経産牛 | AA → A → B → C → D → E → F  | 0 → 1 → 2 → 3     |
| 経産牛   | AA → A → B → C → D → E → F  | 0 → 1 → 2 → 3 → 4 |
| 雄牛     | AA → A → B → C              | 0 → 1 → 2         |